# Chersotis aragonensis
Chersotis aragonensis là một loài bướm đêm trong họ Noctuidae.